# Строительная надпись Алексея 1425 года
Строительная надпись Алексея 1425 года — принятое название мангупского эпиграфического памятника, повествующего об окончании строительства дворца, вероятно, второй линии укреплений крепости и ещё некой значимой постройки, по контексту — башни, на Мангупе. Надпись, на византийском греческом языке, была выполнена на известняковом дверном архитраве (притолоке), украшенном наверху 2-мя щитами — с монограммой слева и гербом справа. Также справа вырезана орнаментальная вставка, под ней — орнаментальная розетка. Размеры памятника: 36,5 см в высоту, 80,0 см в ширину и толщиной 25,0 см, высота букв — 5,2 см. Некогда притолока была расколота и до наших дней сохранилась только правая часть, да и имеющаяся плита также расколота на 2 части и неровно обломана слева. Хранится в коллекции Бахчисарайского музея.

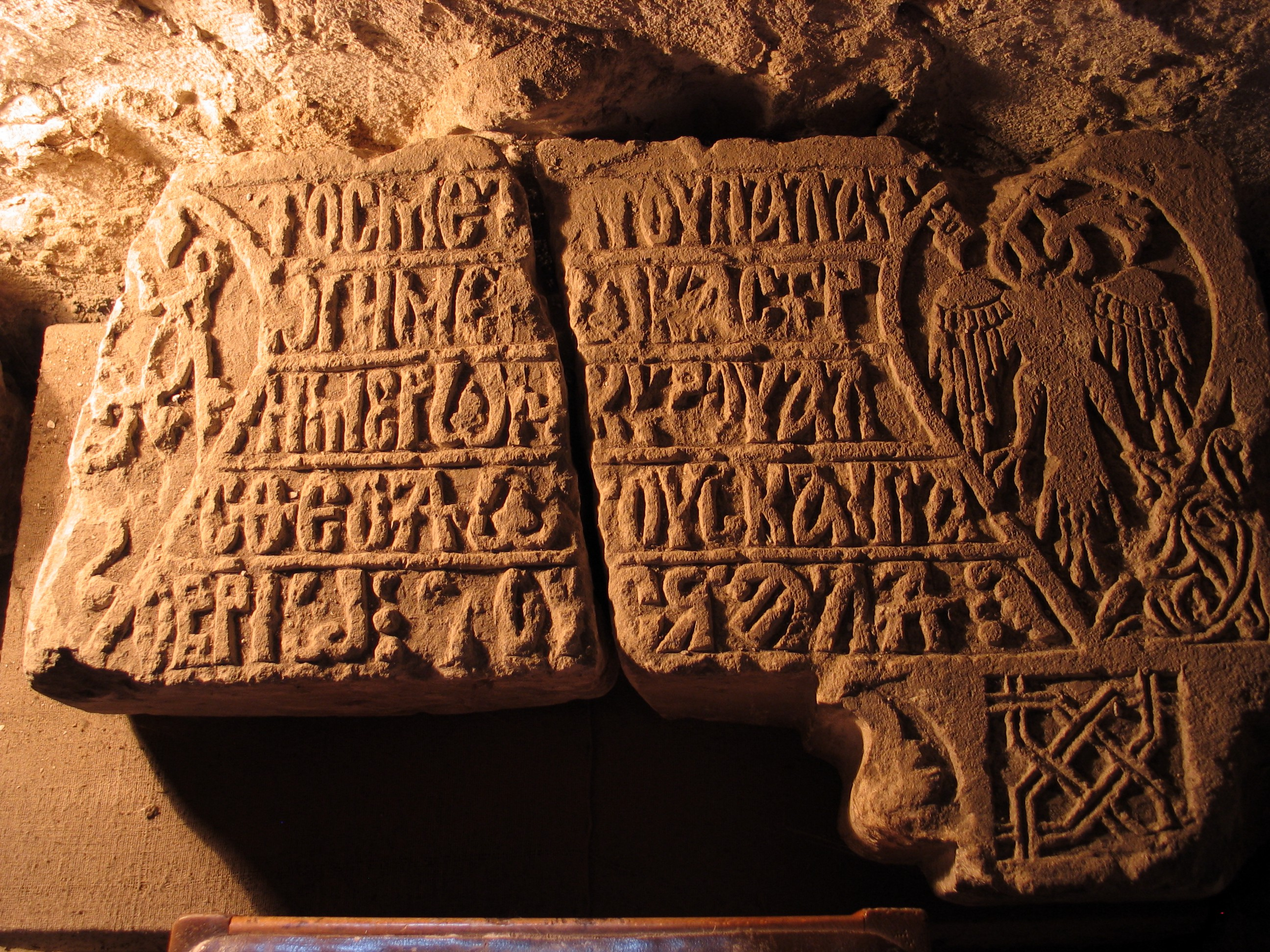
Надпись Алексея 1425 г

Между щитами на камне выбит текст, который в восстановленном (и переведённом) виде выглядит так
ср.-греч. [Ἐκτίσθη ὁ πύργος? οὗ]τος μετὰ τοῦ παλατ-[ίου καὶ σὺν τῷ εὐλ]ογημένῳ κάστρ-[ῳ, ὃ νῦν ὁρᾶται, ὑπὸ] ἡμερῶν κυροῦ Ἀλ[εξίου αὐθέντου πόλεω]ς Θεοδώρους καὶ πα[ραθαλασσίας, μηνὶ Ὀκτ]οβρίῳ, ἔτους ͵ςϠλδ — [Построена э]та [башня (?)] вместе с двор[цом и с благос]ловенной крепость[ю, которая ныне видима, во] дни господина Ал[ексея, господаря город]а Феодоро и по[морья, в окт]ябре 6934 года
Обломок дверного проёма с надписью найден и опубликован Т. X. Лепером при раскопках 1912 года у башни-донжона дворца, вход в которую, по мнению историков, вероятно и украшала. В. В. Латышев в 1918 году надпись лишь упоминает, ссылаясь на публикацию Лепера, а А. Л. Бертье-Делагард, в работе того же года, критикует прочтение надписи Лепером, дополнявший утраченную часть текстом очень похожей надписи 1427 года, в результате чего получился практически её дубликат. Также Бертье-Делагард, исходя из результатов раскопок (раскапывался донжон дворца), первым трактует повреждённое слово, как «башня» (Лепер восстанавливал его, как ср.-греч. οιϰος — «дом», у Бертье-Делагарда ср.-греч. πυϱγος). Также Бертье-Делагард по другому читает переведённое Лепером выражение: не «…с благословенной крепостью и замком», а «…в благословенной крепости». Версию Бертье-Делагарда, вместе с Н. В. Малицким, поддерживал Васильев При этом Х.-Ф. Байер, уже в наши дни, придерживает варианта Лепера («…с благословенной крепостью и замком»). В. Л. Мыц в монографии «Каффа и Феодоро в XV веке : контакты и конфликты» подробно анализирует результаты изучения надписи, не склоняясь ни к какому варианту простенияб. А. Ю. Виноградов переводит текст близко к версии Лепера, в принципе, оставляя вопрос не закрытым.